# Ковид болница у Батајници
Болница у Батајници је здравствени центар који се налази на Батајничком друму у општини Земун. Основана је 2020. године, као болница за збрињавање пацијената који имају корона вирус. Од јула 2025-те део болнице постаје установа за палијативну негу.